# Se non ci fossimo noi donne...!
Se non ci fossimo noi donne...! (Government Girl) è un film del 1943 diretto da Dudley Nichols.

## Trama
L’ingegnere automobilistico Ed Browne viene inviato a Washington dal War Construction Board con l’incarico di sovrintendere alla produzione di bombardieri per lo sforzo bellico. All’arrivo in città, trova l’hotel al completo, ma un impiegato, riconoscendolo da un articolo di giornale, gli offre la stanza 2A. Tuttavia, quella stessa stanza era già stata riservata da Elizabeth “Smokey” Allard per la sua amica May che sta per sposare il sergente Joe Bates. Un susseguirsi di equivoci — tra cui un matrimonio improvvisato, una fede nuziale fraintesa e l’arresto di Joe da parte della polizia militare — trasforma la notte in un caotico disastro. Il giorno seguente, Ed scopre con sgomento che Smokey è la sua nuova segretaria. I due, inizialmente ai ferri corti, si trovano a lavorare fianco a fianco. Ed apprende che Smokey frequenta Dana McGuire, consigliere del senatore MacVickers, uomo brillante ma opportunista. Ed, nel frattempo, propone un piano per raddoppiare la produzione di bombardieri, ignorando gli avvertimenti di Smokey e i protocolli governativi. Sebbene raggiunga i suoi obiettivi, si attira l’ostilità di potenti nemici, tra cui il conservatore C.L. Harvester, danneggiato economicamente dalle riforme di Ed. Presto Harvester si allea con Dana e con l’influente mondana Adele Wright, minacciando Ed con un’inchiesta senatoriale. Smokey, divisa tra lealtà istituzionale e sentimenti personali, decide di prendere posizione. Accanto a lei, l’amica May intuisce che tra i due sta nascendo qualcosa di più. Smokey e May vengono infine reclutate in una missione governativa volta a smascherare il conte Bodinski, sospettato di essere una spia straniera. Mentre le due donne si muovono con astuzia tra balli diplomatici e sottili giochi d'inganno, Ed si trova ad affrontare non solo le conseguenze politiche delle sue decisioni, ma anche i propri sentimenti per Smokey, sempre più evidenti e difficili da ignorare. In un crescendo di tensione, intrighi e scelte decisive, le loro strade professionali e personali si intrecciano in modi imprevisti, lasciando aperta la domanda su cosa siano davvero disposti a rischiare — e a cambiare — per difendere ciò in cui credono e chi amano

## Produzione
Diversi ruole furono cambiati durante la preproduzione: per il ruolo di Browne fu inizialmente contattato Joseph Cotten e per quello di Delizia Wright Gladys George; Barbara Stanwyck e Ginger Rogers invece rifiutarono la parte di Smokey.

## Distribuzione
Il film uscì nei cinema statunitensi il 5 novembre 1943; in Italia fu distribuito nel 1949.
L'edizione italiana fu curata da Guido Leoni.

## Accoglienza

### Incassi
Il film incassò negli Stati Uniti 700.000 dollari.

### Critica
(Callisto Cosulich)